# Miss Universo 2024
O Miss Universo 2024 foi a 73ª edição do concurso de beleza Miss Universo. Foi realizado em 16 de novembro de 2024 na Arena Ciudad de México, no México, e ao final do evento a Miss Universo 2023, Sheynnis Palacios, da Nicarágua, coroou Victoria Kjær, da Dinamarca, como Miss Universo 2024.
Esta foi a primeira vez na história em que o concurso teve mais de 100 participantes, incluindo países como a Eritreia, Macedônia do Norte e Pérsia (que na verdade é o Irã, que não permite concursos por seguir a política do islamismo xiita).

## Antecedentes

### Novos franqueados
No início de agosto de 2023, a organização anunciou que havia inscrições abertas para interessados em adquirir franquias para o ano de 2024. Na edição anterior, diversos franqueados haviam, justamente, deixado de participar do sistema após a implantação do "modelo de leilão das franquias", incluindo Belize, Argentina, Camboja, Gana, Maurício e Seychelles.

### Transmissão televisiva
Após em 2022 o concurso não ter sido transmitido numa grande TV aberta nos Estados Unidos pela primeira vez, no início de agosto de 2023 a MUO anunciou que um novo contrato com o Canal Roku para a transmissão global através de streaming e com a Telemundo para os falantes de espanhol nos Estados Unidos havia sido fechado por alguns anos.

### Novas regras
Após a permissão de mulheres transgêneros e de mulheres divorciadas, casadas e mães no concurso, em setembro de 2023 o Miss Universe Organization determinou a todos os franqueados que a partir dessa edição não terá limite por idade para participar do concurso, sendo aceito mulheres de todas as idades.

### Sede

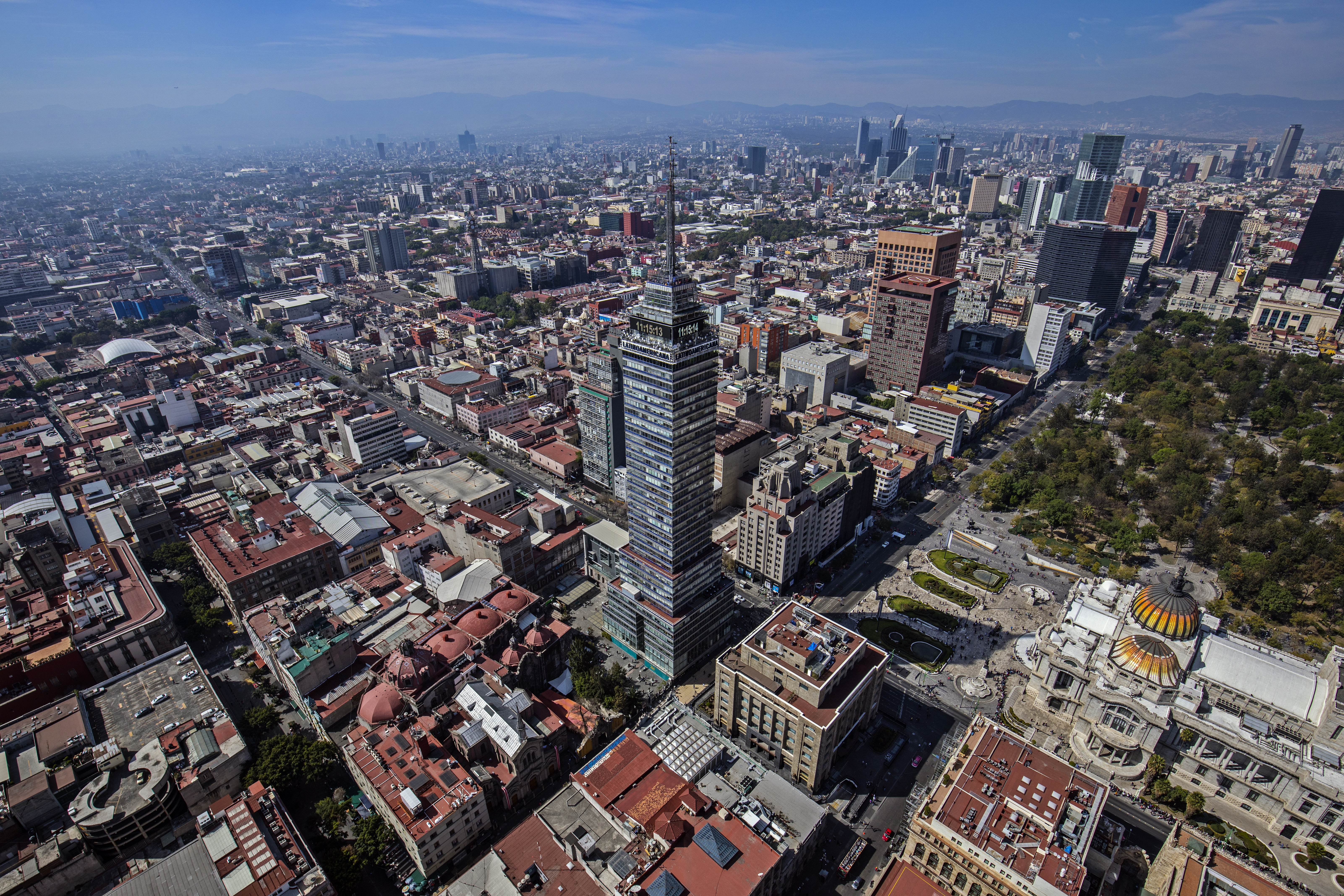
México, país anfitrião da edição.

Em 1º de agosto de 2023 o JKN Group anunciou em suas redes sociais que o concurso aconteceria na América, em um país onde se fala espanhol e que já havia conquistado a coroa ao menos duas vezes (o que deixava estes quatro países como os prováveis a receber a competição: Colômbia, México, Porto Rico e Venezuela) e a revelação seria feita durante a final da edição 2023 onde foi anunciado que o evento será realizado no México e que teria o apoio do empresário mexicano Raúl Rocha Cantú, que também acabara de se tornar o novo franqueado do Miss Universo no México.

### Troca de franqueados
México: após diversas trocas durante 2023, Lupita Jones, que havia sido Miss Universo 1991, anunciou que não possui mais a franquia para o México. Durante uma entrevista concedida a Hola, Raúl Cantú lamentou que dias antes da final do Miss Universo 2023 Lupita tenha dito para os patrocinadores mexicanos tomarem cuidado ao investirem no concurso, após o grupo JKN Global Group anunciar que havia pedido recuperação judicial por não ter liquidez de caixa
Malásia: a modelo Eleen Yong foi anunciada a nova franqueada em nunho de 2024.
Indonésia: após o escândalo do ano anterior, com candidatas tendo relatado que foram obrigadas a ficar seminuas e a destituição da então diretora nacional (leia mais aqui), Teuku Jordan Zacky foi anunciado o novo franqueado em meados de julho.
Também houve trocas de franqueados no Brasil e o concurso Miss Armênia foi realizado na Rússia e vencido por uma russa.

### Novo sócio
Em 23 de janeiro foi anunciado que o mexicano Raúl Rocha Cantu havia adquirido 50% da MUO, pelos quais teria pago cerca de 18 milhões de dólares. Os boatos sobre isto já duravam meses, de que Raúl era o novo sócio, mas a confirmação foi feita apenas em janeiro.
Leia: Escândalo no JKN Group

### Escândalo das falsas classificações e falsa inclusão
Em meados de fevereiro de 2024, a transexual Anne Jakrajutatip, dona do JKN Group, usou as redes sociais para acusar uma "mulher que trabalhou no concurso durante 25 anos" de corrupção: aceitar dinheiro em troca de classificação, que ela chamou de fazer negócios "por baixo da mesa". Fãs logo entenderam que se tratava de Paula Shugart, que havia presidido a MUO durante este tempo e havia pedido demissão em novembro antes. Poucos dias depois, justamente, Shugart usou seu Instagram para dizer que as acusações eram falsas e que tomaria medidas legais contra Jakrajutatip na Tailândia. Ela também revelou que Jakrajutatip era alvo de vários processos em seu país natal.
No dia 23 de fevereiro o programa De primera mano revelou com exclusividade um vídeo com a direção da MUO discutindo como as classificações deveriam ser feitas, escolhendo-se misses com mais seguidores nas redes sociais ou de países mais populosos. A direção também discutiu sobre a inclusão, deixando claro que novos grupos - transexuais, casadas, divorciadas e mulheres com mais de 40 anos - seriam aceitos no concurso, ao mesmo tempo em que nenhuma destas participantes jamais venceria (neste momento o vídeo mostra que o grupo começa a rir). "Vou pelo dinheiro", ouve-se Jakrajutatip falando (veja o vídeo aqui, traduzido para o espanhol: https://www.youtube.com/watch?v=OOyNJiDTIj0).
No mesmo vídeo, Rodrigo Goygortua, um modelo mexicano que havia trabalhado com a MUO e Raúl meses antes durante o Miss Universo 2023, disse que não havia recebido pagamento (cerca de 4 milhões de dólares) e quando fez a cobrança, foi ameaçado de morte por Raúl. Ele contou também que um processo judicial corria no México devido a isto e que Jakrajutatip teria uma ordem de prisão expedida na Tailândia por dar calote nos sócios e por impostos não pagos e que estaria vivendo no México porque ali não haveria lei para extradição. Goygortua defendeu Shugart e disse que no vídeo ficava claro quem pretendia manipular os resultados (Nota: em 2012 a Miss Pensilvânia Sheena Monnin acusou a organização Miss USA, também presidida por Shugart, de manipular as classificações. Ela depois foi processada por Donald Trump e teve que pagar uma indenização, mas ao fim do processo escreveu numa rede social que "ao menos se provou que a organização fazia todo top "- e não classificava apenas 5 ou 6, conforme era divulgado à epoca.

### Estreias, retornos e retiradas
Esta edição marcará o retorno da China, Quirguistão, Nova Zelândia, Suécia e Turquia. A Nova Zelândia competiu pela última vez em 2019, a Suécia competiu pela última vez em 2021, enquanto as outras competiram pela última vez em 2022.

## Resultados
| Miss Universo 2024 | - Dinamarca - Victoria Kjær Theilvig |
| Vice               | - Nigéria – Chidimma Adetshina * |
| 3º lugar           | - México – María Fernanda Beltrán |
| 4º lugar           | - Tailândia - Suchata Chuangsri (destronada) |
| 5º lugar           | - Venezuela – Ileana Márquez |
| Top 12             | - Argentina – Magalí Benejam - Bolívia – Juliana Barrientos - Canadá – Ashley Callingbull - Chile – Emília Dides ** - Peru – Tatiana Calmell * - Porto Rico – Jennifer Colón - Rússia – Valentina Alekseeva |
| Top 30             | - Aruba – Anouk Eman - Camboja – Davin Prasath - China – Jia Qi - Cuba – Marianela Ancheta - República Dominicana – Celinee Santos - Equador – Mara Topić - Egito – Logina Salah - Finlândia – Matilda Wirtavuori * - França – Indira Ampiot - Índia – Rhea Singha - Japão – Kaya Chakrabortty - Macau – Cassandra Chiu - Malásia – Sandra Lim - Nicarágua – Geyssell García - Filipinas – Chelsea Manalo * - Sérvia – Ivana Trišić - Vietnã – Nguyễn Cao Kỳ Duyên - Zimbábue – Sakhile Dube |

** Chile classificou pela votação popular
* Foram eleitas Rainhas Continentais

## Premiações especiais

#### Rainhas Continentais
| Continental Group      | Contestant                       |
| ---------------------- | -------------------------------- |
| África & Oceania       | - Nigéria – Chidimma Adetshina   |
| Ásia                   | - Filipinas – Chelsea Manalo     |
| Europa e Oriente Médio | - Finlândia – Matilda Wirtavuori |
| Américas               | - Peru – Tatiana Calmell         |

#### Outros prêmios
| Award           | Contestant                            |
| --------------- | ------------------------------------- |
| Miss Simpatia   | - Trinidade e Tobago – Jenelle Thongs |
| Melhor Pele     | - Honduras – Stephanie Cam            |
| Votação Popular | - Chile - Emilia Dides                |

#### Melhor Traje Típico
| Placement | Contestant                      |
| --------- | ------------------------------- |
| Vencedora | - Philippines – Chelsea Manalo  |
| 2º lugar  | - Chile – Emilia Dides          |
| 3º lugar  | - Vietnam – Nguyễn Cao Kỳ Duyên |

#### Voz Pela Mudança
| Placement        | Contestant |
| ---------------- | --- |
| Medalha de Ouro  | - Bolívia – Juliana Barrientos - Camboja – Davin Prasath - Guatemala – Ana Gabriela Villanueva                                                                                                  |
| Medalha de Prata | - Aruba – Anouk Eman - Bahrein – Shereen Ahmed - Eritrea – Snit Tewoldemedhin - Finlândia – Matilda Wirtavuori - Guiné – Saran Bah - Ilhas Caimã – Raegan Rutty - Tailândia – Suchata Chuangsri |

### Prêmios nacionais
| Award                    | National Director                            |
| ------------------------ | -------------------------------------------- |
| Melhor Diretor Nacional  | - Miss Universe Canadá – Dennis Dávila       |
| Melhor Concurso Nacional | - Miss Universe Vietnã – Nguyễn Thị Hương Ly |
| Melhor País Anfitrião    | - Miss Universe Filipinas – Jonas Gaffud     |
| Por Trás da Coroa        | - Miss Universe Porto Rico – Yizette Cifredo |

## Jurados
- Camila Guiribitey – filantropa e empreendedora cubana
- Emilio Estefan – músico e produtor musical latino de Cuba
- Eva Düringer Cavalli – designer de moda, ex-esposa do estilista Roberto Cavalli e Miss Áustria 1977 e Miss Europa 1978
- Fariana – atriz e cantora colombiana
- Gabriela Gonzalez – designer de moda mexicana
- Gary Nader – colecionador de arte libanês-dominicano
- Gianluca Vacchi – empreendedor italiano, personalidade da internet e presidente da SEA Societa Europea Autocaravan
- Jessica Carrillo – repórter mexicana da Telemundo
- Lele Pons – cantora, atriz e personalidade do YouTube venezuelano-americana
- Margaret Gardiner – jornalista e Miss Universo 1978 da África do Sul
- Michael Cinco – designer de moda filipino baseado em Dubai
- Nova Stevens – ativista, advogada e Miss Universo Canadá 2020

## Candidatas
| País/Território                | Candidata                | Idade | Cidade natal                        | Observações |
| ------------------------------ | ------------------------ | ----- | ----------------------------------- | ----------- |
| Albânia                        | Françeska Rustem         | 19    | Durrës                              |             |
| Alemanha                       | Pia Theissen             | 25    | Colônia                             |             |
| Angola                         | Nelma Ferreira           | 26    | Benguela                            |             |
| Argentina                      | Magalí Benejam           | 29    | Córdova                             |             |
| Armênia                        | Emma Avanesian           | 32    | Erevã                               |             |
| Aruba                          | Anouk Eman               | 32    | Oranjestad                          |             |
| Austrália                      | Zoe Creed                | 23    | Brisbane                            |             |
| Azerbaijão                     | Bahar Mirzayeva          | 25    | Bacu                                |             |
| Bahamas                        | Selvinique Wright        | 32    | Andros                              |             |
| Bahrein                        | Shereen Ahmed            | 29    | Manama                              |             |
| Bangladesh                     |                          |       |                                     |             |
| Bélgica                        | Kenza Ameloot            | 22    | Sint-Amands                         |             |
| Belize                         | Halima Hoy               | 29    | Cidade de Belize                    |             |
| Bielorrússia                   | Eleanora Kachalovskaya   | 24    | Minsk                               |             |
| Bolívia                        | Juliana Barrientos       | 26    | Cochabamba                          |             |
| Bonaire                        | Ruby Pouchet             | 29    | Kralendijk                          |             |
| Botswana                       | Thanolo Keutlwile        | 28    | Thamaga                             |             |
| Brasil                         | Luana Cavalcante         | 25    | Recife                              |             |
| Bulgária                       | Elena Vian               | 38    | Haskovo                             |             |
| Camarões                       | Noura Raïssa Njikam      | 25    | Iaundé                              |             |
| Camboja                        | Davin Prasath            | 33    | Phnom Penh                          |             |
| Canadá                         | Ashley Callingbull       | 34    | Enoch                               |             |
| Cazaquistão                    | Madina Almukhanova       | 23    | Almati                              |             |
| Chéquia                        | Marie Danči              | 27    | Krnov                               |             |
| Chile                          | Emilia Dides             | 24    | Vitacura                            |             |
| China                          | Jia Qi                   | 23    | Chengdu                             |             |
| Chipre                         |                          |       |                                     |             |
| Colômbia                       | Daniela Toloza           | 30    | Cáli                                |             |
| Coreia do Sul                  | Ariel Han                | 22    | Seul                                |             |
| Costa do Marfim                | Marie-Emmanuelle Diamala | 20    | Aboisso                             |             |
| Costa Rica                     | Elena Hidalgo            | 32    | San José                            |             |
| Croácia                        | Zrinka Ćorić             | 22    | Dubrovnik                           |             |
| Cuba                           | Marianela Ancheta        | 31    | Ranchuelo                           |             |
| Curaçau                        | Kimberly de Boer         | 18    | Willemstad                          |             |
| Dinamarca                      | Victoria Kjær Theilvig   | 21    | Søborg                              |             |
| Egito                          | Logina Salah             | 34    | Alexandria                          |             |
| El Salvador                    | Florence García          | 25    | San Miguel                          |             |
| Emirados Árabes Unidos         | Emilia Dobreva           | 27    | Dubai                               |             |
| Equador                        | Mara Topić               | 30    | Guaiaquil                           |             |
| Eritreia                       | Snit Tewoldemedhin       | 25    | Asmara                              |             |
| Espanha                        | Michelle Jiménez         | 21    | Barcelona                           |             |
| Eslováquia                     | Petra Siváková           | 23    | Šamorín                             |             |
| Estados Unidos                 | Alma Cooper              | 22    | Okemos                              |             |
| Estónia                        | Valeria Vasilieva        | 22    | Tallinn                             |             |
| Fiji                           | Manshika Prasad          | 24    | Levuka                              |             |
| Filipinas                      | Chelsea Anne Manalo      | 25    | Meycauayan                          |             |
| Finlândia                      | Matilda Wirtavuori       | 24    | Tampere                             |             |
| França                         | Indira Ampiot            | 20    | Basse-Terre                         |             |
| Gibraltar                      | Shyanne McIntosh         | 25    | Gibraltar                           |             |
| Grécia                         | Christianna Katsier      | 22    | Pireu                               |             |
| Guadalupe                      | Coraly Desplan           | 20    | Pointe-Noire                        |             |
| Guatemala                      | Ana Gabriela Villanueva  | 22    | Santa Cruz Naranjo                  |             |
| Guiana                         | Ariana Blaize            | 26    | Georgetown                          |             |
| Guiné                          | Saran Bah                | 29    | Conacri                             |             |
| Guiné Equatorial               | Diana Mouhafo            | 24    | Malabo                              |             |
| Honduras                       | Stephanie Cam            | 31    | San Pedro Sula                      |             |
| Hong Kong                      | Joanne Rhodes            | 24    | Hong Kong                           |             |
| Hungria                        | Kenéz Nóra               | 28    | Budapeste                           |             |
| Ilhas Caimã                    | Raegan Rutty             | 22    | East End                            |             |
| Ilhas Maurícias                | Tania René               | 27    | Quatre Bornes                       |             |
| Ilhas Virgens Americanas       | Stephany Anduja          | 28    | Saint Thomas                        |             |
| Ilhas Virgens Britânicas       | Deyounce Lowenfield      | 20    | Tortola                             |             |
| Índia                          | Rhea Singha              | 19    | Amedabade                           |             |
| Indonésia                      | Clara Shafira Krebs      | 22    | Tangarão                            |             |
| Irão                           | Ava Vahneshan            | 25    | Mexede                              |             |
| Irlanda                        | Sofia Xlabus             | 21    | Cork                                |             |
| Islândia                       | Sóldís Vala Ívarsdóttir  | 18    | Reiquiavique                        |             |
| Israel                         | Ofir Korsia              | 23    | Rishon LeZion                       |             |
| Itália                         | Glelany Cavalcante       | 30    | Civitanova Marche                   |             |
| Jamaica                        | Rachel Silvera           | 25    | Saint Mary                          |             |
| Japão                          | Kaya Chakrabortty        | 22    | Kobe                                |             |
| Laos                           | Phiranya Thipphomvong    | 28    | Houaphanh                           |             |
| Letónia                        | Maria Vicinska           | 26    | Riga                                |             |
| Líbano                         | Nada Koussa              | 26    | Rahbeh                              |             |
| Macau                          | Cassandra Chiu           | 23    | Freguesia de Nossa Senhora do Carmo |             |
| Macedônia do Norte             | Tea Gjorgievska          | 21    | Kumanovo                            |             |
| Malásia                        | Sandra Lim               | 23    | Selangor                            |             |
| Maldivas                       | Mariyam Naseem           | 21    | Malé                                |             |
| Malta                          | Beatrice Njoya           | 39    | St. Paul's Bay                      |             |
| Martinica                      | Catherine Edouard        | 25    | Forte da França                     |             |
| México                         | María Fernandez Beltrán  | 24    | Culiacán                            |             |
| Moldávia                       | Djulieta Calalb          | 20    | Quixinau                            |             |
| Mongólia                       | Nominzul Zandangiin      | 19    | Ulã Bator                           |             |
| Montenegro                     | Rumina Ivezaj            | 19    | Tuzi                                |             |
| Myanmar                        | Thet San Andersen        | 24    | Rangum                              |             |
| Namíbia                        | Prisca Anyolo            | 28    | Vinduque                            |             |
| Nepal                          | Sampada Ghimire          | 23    | Bhaktapur                           |             |
| Nicarágua                      | Geyssell García          | 29    | Santo Tomas                         |             |
| Nigéria                        | Chidimma Adetshina       | 23    | Taraba                              |             |
| Noruega                        | Lilly Sødal              | 21    | Kristianstad                        |             |
| Nova Zelândia                  | Victoria Vincent         | 29    | Auckland                            |             |
| Países Baixos                  | Faith Landman            | 27    | Zandvoort                           |             |
| Paquistão                      | Noor Xarmina             | 29    | Islamabade                          |             |
| Paraguai                       | Naomi Méndez             | 32    | Assunção                            |             |
| Pérsia ( Irão)                 |                          |       |                                     |             |
| Peru                           | Tatiana Calmell          | 30    | Talara                              |             |
| Polónia                        | Kasandra Zawal           | 28    | Bierzglinek                         |             |
| Porto Rico                     | Jennifer Colón           | 36    | Orocovis                            |             |
| Portugal                       | Andreia Correia          | 26    | Sintra                              |             |
| Quênia                         | Irene Ng’endo            | 26    | Juja                                |             |
| Quirguistão                    | Maya Turdalieva          | 19    | Bisqueque                           |             |
| Reino Unido                    | Christina Chalk          | 31    | Dunblane                            |             |
| República Democrática do Congo | Ilda Amani               | 26    | Bucavu                              |             |
| República Dominicana           | Celinee Santos           | 24    | São Domingos                        |             |
| Roménia                        | Loredana Salanță         | 32    | Bistrița                            |             |
| Rússia                         | Valentina Alekseeva      | 18    | Tcheboksary                         |             |
| Samoa                          | Haylani Kuruppu          | 26    | Apia                                |             |
| Santa Lúcia                    | Skye Faucher             | 26    | Castries                            |             |
| Senegal                        | Fatou Bintou Guèye       | 23    | Louga                               |             |
| Sérvia                         | Ivana Trišić             | 30    | Belgrado                            |             |
| Singapura                      | Charlotte Chia           | 26    | Singapura                           |             |
| Somália                        | Khadija Omar             | 23    | Mogadíscio                          |             |
| Sri Lanka                      | Melloney Dassanayaka     | 25    | Colombo                             |             |
| Suíça                          | Laura Bircher            | 23    | Stans                               |             |
| Suriname                       | Pooja Chotkan            | 23    | Paramaribo                          |             |
| Tailândia                      | Suchata Chuangsri        | 20    | Banguecoque                         |             |
| Tanzânia                       | Judith Ngusa             | 26    | Lindi                               |             |
| Trinidad e Tobago              | Jenelle Thongs           | 32    | Morvant                             |             |
| Turcas e Caicos                | Raynae Myers             | 23    | Providenciales                      |             |
| Turquia                        | Ayliz Duman              | 20    | Istambul                            |             |
| Ucrânia                        | Alina Ponomarenko        | 20    | Odessa                              |             |
| Uruguai                        | Yanina Lucas             | 28    | Lavalleja                           |             |
| Uzbequistão                    | Nigina Fakhriddinova     | 25    | Navoi                               |             |
| Venezuela                      | Ileana Márquez           | 28    | Valencia                            |             |
| Vietname                       | Nguyễn Cao Kỳ Duyên      | 28    | Nam Dinh                            |             |
| Zâmbia                         | Brandina Lubuli          | 28    | Mufulira                            |             |
| Zimbabwe                       | Sakhile Dube             | 27    | Bulavaio                            |             |

### Desistências:
África do Sul: Mia le Roux, que tinha um implante coclear, não pode continuar na competição após ter um problema nos ouvidos
Kosovo: Edona Bajrami sofreu um acidente na Gala de las Catrinas e não pode mais acompanhar as atividades, retirando-se da competição

### Eliminações:
Panamá: Italy Mora foi eliminada previamente, durante o confinamento, pela Organização Miss Universo, por "descumprir o regulamento", mas ela revelou depois que seu namorado foi até o hotal - o que é proibido - para lhe entregar algumas coisas e para acertar detalhes de pagamento com seu coordenadora nacional César Anel Rodríguez, o que este negou. 

## Ligaões externas
- Assista o cocurso no canal oficial do You Tube